# Блинкова, Юлия Николаевна
Юлия Николаевна Блинкова (в девичестве Дерюгина; 1924—1992) — советская спортсменка по хоккею с мячом.

## Карьера
Выступала за московские команды «Динамо» и «Торпедо», карьеру завершила в связи с беременностью. Мастер спорта.
Скончалась в 1992 году. Похоронена на Ваганьковском кладбище.

## Семья
Константин Блинков — свёкор, Владимир Блинков — брат свёкра.
Муж — Всеволод Блинков, сын — Алексей Блинков.

## Достижения
Кубок СССР по хоккею с мячом
- Обладатель: 1947
- Финалист: 1946

Кубок ВЦСПС по хоккею с мячом
- Обладатель: 1948

Чемпионат Москвы по хоккею с мячом
- Чемпион: 1946